# کیوکو هینامی
کیوکو هینامی (انگلیسی: Kyoko Hinami؛ زادهٔ ۶ فوریهٔ ۱۹۹۴) بازیگر، خواننده، شخصیت‌های تلویزیونی در ژاپن، و مدل (شخص) اهل ژاپن است. وی از سال ۲۰۱۰ میلادی تاکنون مشغول فعالیت بوده‌است.